# كأس أوكرانيا 1997–98
كأس أوكرانيا 1997–98 (بالأوكرانية: Кубок України з футболу 1997—1998)‏ هو الموسم 7 من كأس أوكرانيا. أقيم خلال الفترة 14 يوليو 1997 وحتى 31 مايو 1998، وكان عدد الأندية المشاركة فيه 90، وفاز فيه دينامو كييف.